# Chimaerotettix ochrescens
Chimaerotettix ochrescens är en insektsart som beskrevs av Dietrich och Rakitov 2002. Chimaerotettix ochrescens ingår i släktet Chimaerotettix och familjen dvärgstritar. Inga underarter finns listade i Catalogue of Life.